# Alesia
Alesia was een Gallische en later Gallo-Romeinse nederzetting in Frankrijk, tegenwoordig Alise-Sainte-Reine geheten (departement Côte-d'Or), al wordt de identificatie door sommigen weleens in twijfel getrokken. Alesia gaf ook haar naam aan de oude Franse provincie Auxois.
In het Frans schrijft men thans Alésia.
In 52 v.Chr. heeft Julius Caesar hier een gezamenlijk Gallisch leger onder leiding van Vercingetorix verslagen, mede met de steun van de Germaanse ruiters. 

## Het beleg van Alesia

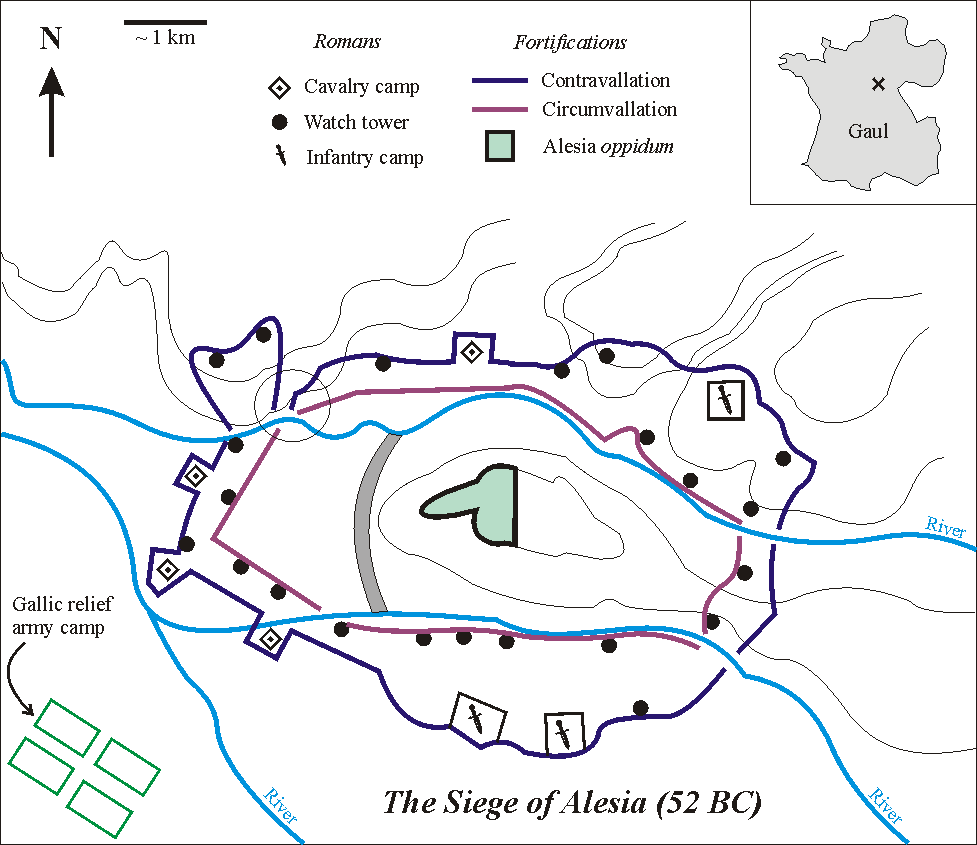
Het beleg van Alesia in kaart gebracht

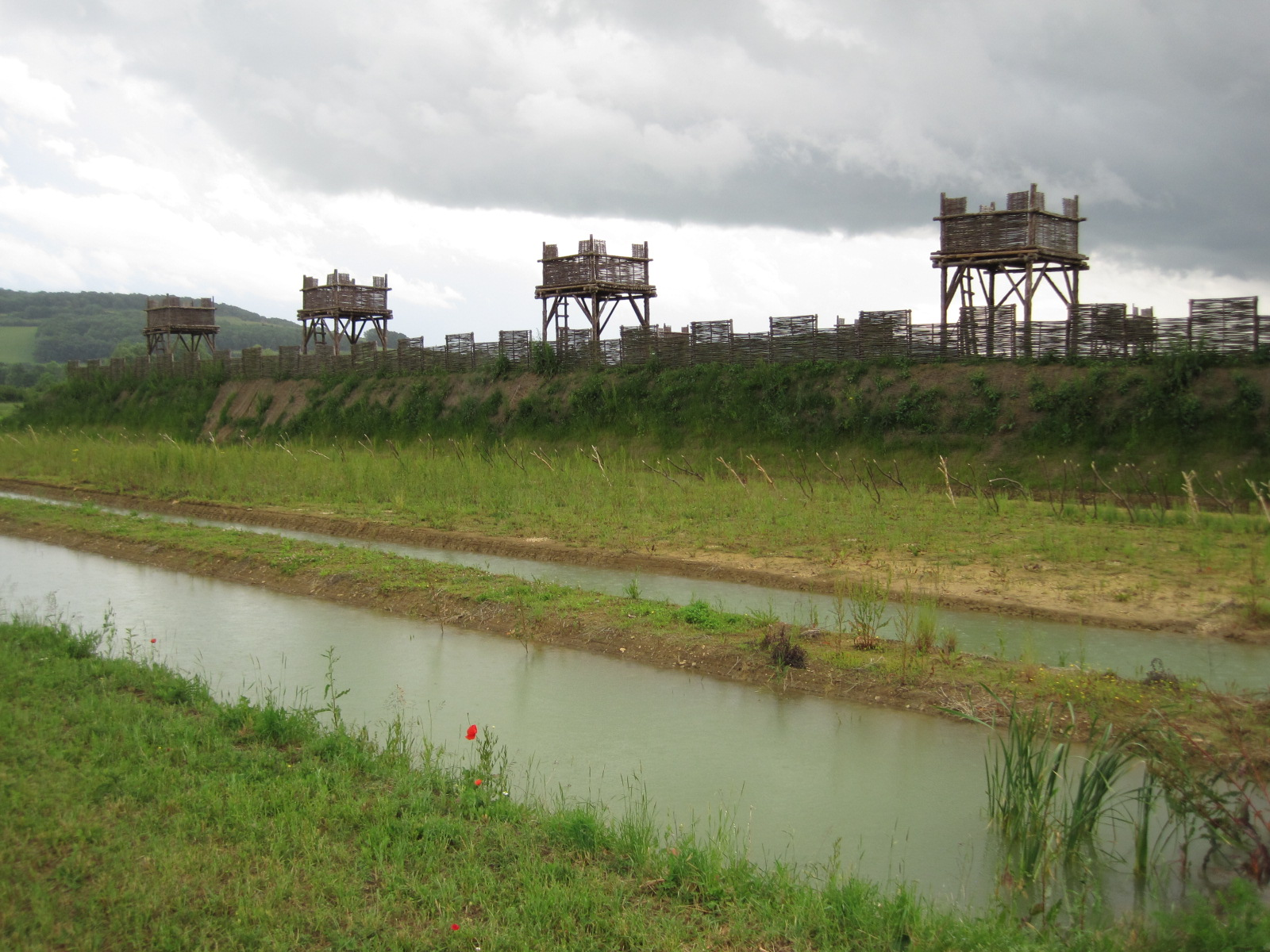
Reconstructie van de Romeinse vestingwallen (Muséoparc Alésia)

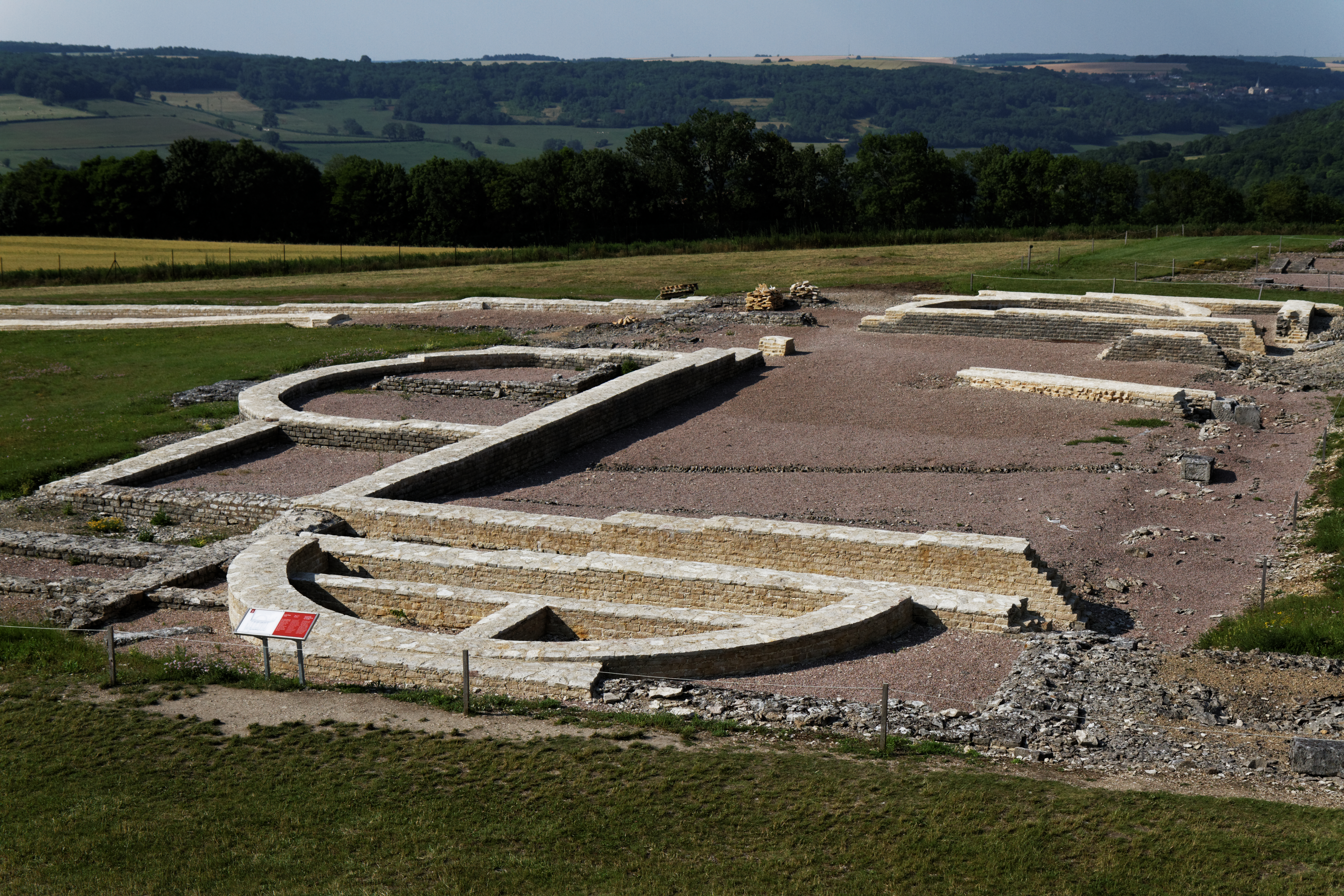
Resten van de Gallo-Romeinse basilica

Na zijn nederlaag bij Gergovia (in de buurt van Clermont-Ferrand) in het voorjaar van 52 v.Chr., trok Caesar zich terug naar meer noordelijk gelegen gebieden, en sloot zich aan bij de legioenen van zijn belangrijkste luitenant Labienus. Caesar had nu zijn hele leger bij zich (tien legioenen en zesduizend ruiters). Hiermee trok hij op naar de Romeinse legerkwartieren, maar bij Alesia stuitten zij op het Gallische leger onder het bevel van Vercingetorix, die de aanval inzette. Ondanks het verrassingseffect en hun numerieke meerderheid, leden de Galliërs een smadelijke nederlaag. Vercingetorix, die nu op zijn beurt door Caesar achtervolgd werd, besloot zich met zijn troepen te verschansen in de vestingstad (oppidum) Alesia. Dit was de hoofdplaats van de Gallische stam van de Mandubiërs.
De Romeinen bouwden een dubbele vestingwal met loopgraven, muren, palissaden en torens. De binnenste wal (elf kilometer lang) diende om iedere poging tot uitbreken vanuit de belegerde vesting onmogelijk te maken, de buitenste (dertien kilometer lang) om de belegeraars bescherming te bieden tegen aanvallen van Gallische hulptroepen.
Zes weken lang probeerde Vercingetorix tevergeefs door de Romeinse linies te breken. Een Gallisch versterkingsleger van, volgens de bronnen, 250.000 man slaagde er evenmin in de vesting te ontzetten en moest zich terugtrekken. Honger dwong uiteindelijk de belegerden de strijd te staken: om zijn soldaten te redden gaf Vercingetorix zich aan de Romeinen over. Caesar voerde de held van Alesia na het einde van de Gallische oorlog als gevangene mee naar Rome. Zes jaar later werd Vercingetorix aan het eind van Caesars triomftocht, publiekelijk gewurgd.

### Achterhaalde twijfel
In de 19e eeuw betwistte een aantal historici dat het beroemde beleg van Alesia in Alise-Sainte-Reine plaatsvond: volgens hen werd de strijd niet hier gevoerd, maar in het dorpje Alaise, in het departement Doubs. Om een einde te maken aan de controverse liet keizer Napoleon III tussen 1861 en 1865 opgravingen verrichten in de buurt van Alise-Ste-Reine, die bevestigden dat het beleg hier inderdaad plaatsvond. Enkele critici waren niet overtuigd, en zelfs recent is nog beweerd dat Alesia in Chaux-des-Crotenay (Jura) zou hebben gelegen. Luchtfoto’s en bodemonderzoek ondersteunen echter de stelling van Alise-Sainte-Reine. De dubbele Romeinse versterkingsring, die zowel een uitbraak moest beletten als beschermen tegen een aanval in de rug, is perfect teruggevonden zoals beschreven door Caesar en Cassius Dio. De talrijke vondsten zijn te bezichtigen in het Musée d'Archéologie nationale van Saint-Germain-en-Laye.

## Gallo-Romeinse periode
Het oppidum van Alesia ontwikkelde zich onder de Romeinen tot een bloeiende Gallo-Romeinse nederzetting. Bij opgravingen werden resten van een theater, een basilica, een forum en een monument voor de Gallische god Ucuetis gevonden. Er waren ook bronsgieterijen. De nederzetting ging in de 5e eeuw na Chr. ten onder.

## Herdenkingen
Vercingetorix kreeg in 1865 op het plateau van de Mont Auxois (428 m hoog) een standbeeld in opdracht van Napoleon III. Het standbeeld van beeldhouwer Aimé Millet toont een achterhaald beeld van een Galliër, met grote snor, kuras en een broek met beenwindsels. Ook de getoonde wapens zijn historisch niet correct. Het gezicht van het standbeeld zou gemodelleerd zijn naar de beeltenis van Napoleon III zelf.
In 2012 werd het museaal park MuséoParc Alésia geopend op drie kilometer van de overblijfselen van het oppidum. Het bestaat uit een cirkelvormig museumgebouw en een reconstructie van een deel van de Romeinse dubbele vestingwal.